# Glossina fusca
Glossina fusca
Pour les articles homonymes, voir Mouche et Goma Tsé-Tsé.
Espèce
Glossina fusca est l'une des 23 espèces reconnues de mouches tsé-tsé (genre Glossina) et appartient au groupe de forêt/fusca (sous-genre Austenina).

## Taxonomie
Glossina fusca a été décrite pour la première fois en 1849 sous le nom de Stomoxys fuscus. Elle appartient au groupe de forêt/fusca (sous-genre Austenina). Deux sous-espèces de G. fusca sont reconnues:
- Glossina fusca fusca (Walker, 1849)
- Glossina fusca congolensis (Newstead & Evans, 1921)

## Aire de répartition et habitat
Historiquement, G. fusca était considéré comme présent dans une vaste zone d'Afrique tropicale, de la Guinée-Bissau à l'Ouganda. Une étude de 2024 a révélé qu'entre 1990 et 2020, l'espèce n'avait été confirmée que dans cinq pays : le Cameroun, la République centrafricaine, le Gabon, le Nigéria et le Togo. L'habitat principal de G. fusca est constitué par les lisières des forêts tropicales, mais on le trouve également dans les forêts tropicales, dans des zones forestières isolées de savane et le long des rives des rivières.
La sous-espèce G. fusca fusca a été observée dans la partie occidentale de l'aire de répartition principale de l'espèce, tandis que G. fusca congolensis l'a été dans la partie orientale. La transition entre les deux sous-espèces est généralement considérée comme se situant entre le Ghana, le Togo et le Bénin, mais elle est moins clairement identifiée. Certains auteurs ont peut-être négligé le chevauchement de G. fusca fusca et de G. fusca congolensis au Cameroun.

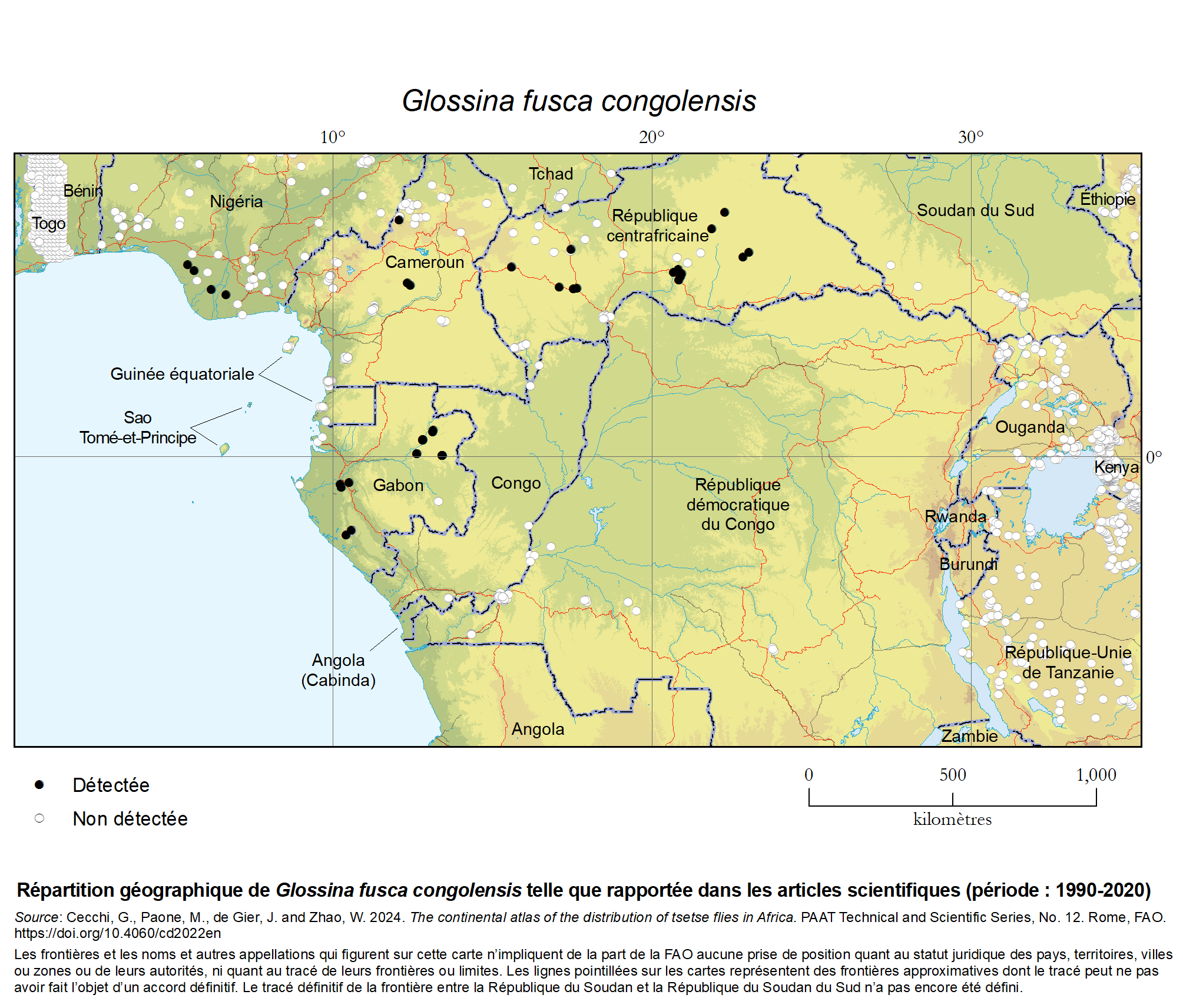
Glossina fusca congolensis – Répartition géographique de Glossina fusca congolensis telle que rapportée dans les articles scientifiques (période 1990-2020).png

### Glossina fusca congolensis
Glossina fusca congolensis occupe principalement la partie orientale de l'aire de répartition de Glossina fusca, du Nigéria à la République centrafricaine. Cependant, comme son aire de répartition chevauche par endroits celle de Glossina fusca fusca, la principale zone de transition entre les deux sous-espèces n'est pas clairement délimitée. Une revue de la littérature scientifique de 1990 à 2020 a révélé que G. fusca congolensis a été signalé dans quatre pays: le Cameroun,, la République centrafricaine, Gabon et Nigéria,.

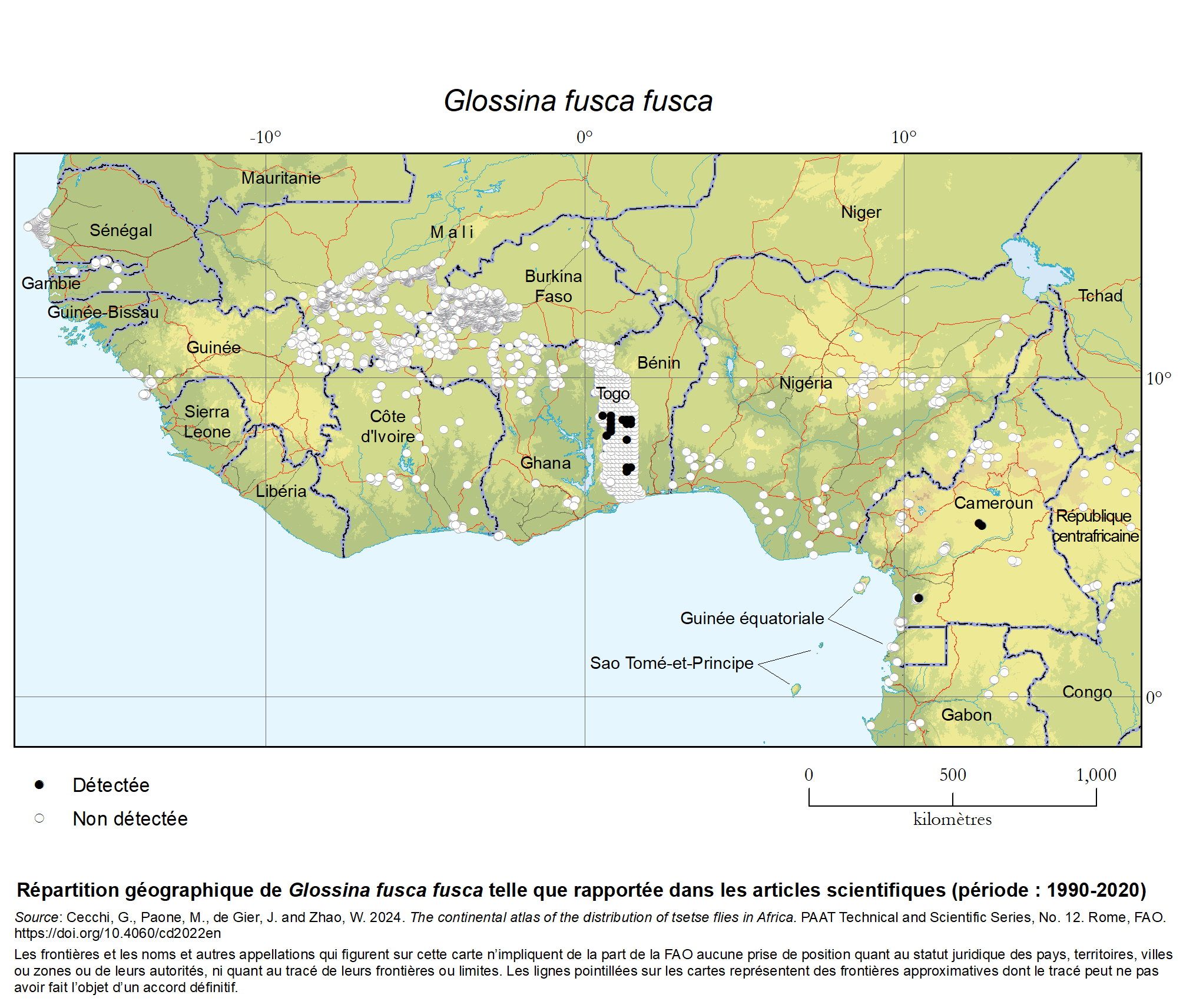
Glossina fusca fusca – Répartition géographique de Glossina fusca fusca telle que rapportée dans les articles scientifiques (période 1990-2020)

### Glossina fusca fusca
Glossina fusca fusca occupe principalement la partie occidentale de l'aire de répartition de Glossina fusca, de la Guinée-Bissau au Cameroun. Cependant, comme son aire de répartition chevauche par endroits celle de Glossina fusca congolensis, la principale zone de transition entre les deux sous-espèces n'est pas clairement définie. Une revue de la littérature scientifique de 1990 à 2020 a révélé que G. fusca fusca n'a été signalée que dans deux pays: le Cameroun et le Togo,,.